# Odontosoria krameri
Odontosoria krameri là một loài dương xỉ trong họ Lindsaeaceae. Loài này được Fraser-Jenk. mô tả khoa học đầu tiên năm 2008.